# Extreme Rules (2021)
Cet article concerne l'édition 2021 du pay-per-view Extreme Rules. Pour toutes les autres éditions, voir WWE Extreme Rules.
L'édition 2021 de Extreme Rules est une manifestation de catch (lutte professionnelle) produite par World Wrestling Entertainment (WWE), une fédération de catch américaine, qui est télédiffusée, visible en paiement à la séance, sur le WWE Network. L'événement s'est déroulé le 26 septembre 2021. Il s'agit de la treizième édition d'Extreme Rules.

## Contexte
Les spectacles de la World Wrestling Entertainment (WWE) sont constitués de matchs aux résultats prédéterminés par les scénaristes de la WWE. Ces rencontres sont justifiées par des storylines – une rivalité entre catcheurs, la plupart du temps – ou par des qualifications survenues dans les shows de la WWE telles que Raw, SmackDown. Tous les catcheurs possèdent un gimmick, c'est-à-dire qu'ils incarnent un personnage gentil (Face) ou méchant (Heel), qui évolue au fil des rencontres. Un événement comme Extreme Rules est donc un événement tournant pour les différentes storylines en cours,.

## Tableau des matchs
| Ordre par numéros | Résultat                                                                                    | Stipulation(s)                                              | Temps |
| --- | ------------------------------------------------------------------------------------------- | ----------------------------------------------------------- | ----- |
| 1P | Liv Morgan bat Carmella                                                                     | Match simple                                                | 7:50  |
| 2 | The New Day (Big E, Kofi Kingston et Xavier Woods) battent Bobby Lashley, AJ Styles et Omos | Six Man Tag Team match                                      | 18:15 |
| 3 | The Usos (Jimmy et Jey Uso) (c) battent The Street Profits (Angelo Dawkins et Montez Ford)  | Tag Team match pour les WWE SmackDown Tag Team Championship | 13:45 |
| 4 | Charlotte Flair (c) bat Alexa Bliss                                                         | Match simple pour le WWE Raw Women's Championship           | 11:25 |
| 5 | Damian Priest (c) bat Sheamus et Jeff Hardy                                                 | Triple Threat match pour le WWE United States Championship  | 13:25 |
| 6 | Bianca Belair bat Becky Lynch (c) par disqualification                                      | Match simple pour le WWE SmackDown Women's Championship     | 16:30 |
| 7 | Roman Reigns (c) (avec Paul Heyman) Bat "The Demon" Finn Bálor                              | Extreme Rules match pour le WWE Universal Championship      | 19:45 |
| La lettre C placée entre parenthèses désigne la personne ou l’équipe championne en titre. P – indique que le match a eu lieu lors du pré-show |                                                                                             |                                                             |       |